# Zeriassa cuneicornis
Espèce
Synonymes
- Solpuga cuneicornis Purcell, 1899

Zeriassa cuneicornis est une espèce de solifuges de la famille des Solpugidae.

## Distribution
Cette espèce se rencontre au Zimbabwe, en Namibie et en Angola.

## Description
Le mâle holotype mesure 17 mm.

## Liste des sous-espèces
Selon Solifuges of the World (version 1.0) :
- Zeriassa cuneicornis cuneicornis (Purcell, 1899)
- Zeriassa cuneicornis prelleri (Hewitt, 1934)

## Publications originales
- Purcell, 1899 : New and little known South African Solifugae in the collection of the South African Museum. Annals of the South African Museum, vol. 1, p. 381-432 (texte intégral).
- Hewitt, 1934 :  On several solifuges, scorpions, and trap-door spiders from SW Africa. Annals of the Transvaal Museum, vol. 15, p. 401–412.